# Circaetus cinerascens
L'aquila serpentaria minore (Circaetus cinerascens von Müller, 1851) è un uccello rapace africano  della famiglia degli Accipitridi.

## Descrizione

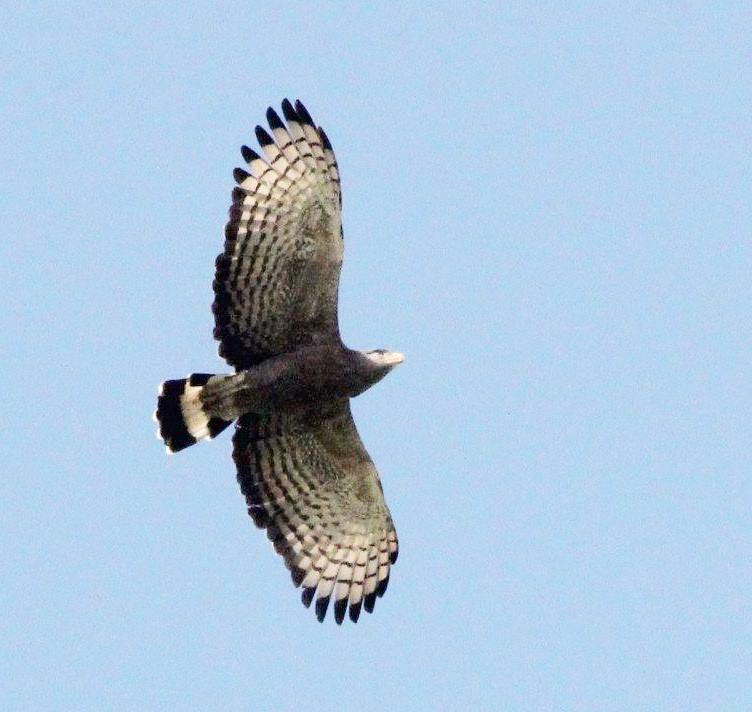
Esemplare in volo

Di color grigio-bruno, con coda corta e testa grande. Gli esemplari giovani hanno la parte superiore più chiara e marrone degli adulti, con le estremità delle piume bianca. La testa, il collo e il petto sono striati di scuro. Le parti sottostanti sono bianche con strie marrone chiaro, soprattutto su addome e cosce. Gli esemplari subadulti possono essere interamente grigio-marrone. Gli occhi, le orecchie e le zampe sono gialli.

## Biologia
Sono uccelli solitari e molto riservati. A causa di ciò sono spesso avvistati soltanto per il loro verso. Talvolta si alza in volo, facendo il richiamo 'kok-kok-kok-kok-kok' molto forte.

### Alimentazione
Il rapace caccia principalmente serpenti, ma anche altri piccoli vertebrati.

### Riproduzione
Costruisce il proprio nido tra il fogliame e le piante rampicanti, ben mimetizzato con la vegetazione. La femmina depone soltanto un uovo; la cova varia da 35 a 55 giorni, ed è effettuata principalmente della femmina. Il piccolo lascia il nido dopo 10 - 15 settimane.

## Distribuzione e habitat
L'aquila serpentaria minore ha un amio areale che si estende da Senegal e Gambia sin verso l'Etiopia ad est, e a sud  sino alla Namibia e allo Zimbabwe.
Vive nelle zone boschive, principalmente lungo i fiumi.